# Nothoscordum moconense
Nothoscordum moconense är en amaryllisväxtart som beskrevs av Pierfelice Ravenna. Nothoscordum moconense ingår i släktet vaniljlökar, och familjen amaryllisväxter. Inga underarter finns listade i Catalogue of Life.